# Serica frosti
Serica frosti är en skalbaggsart som beskrevs av Dawson 1967. Serica frosti ingår i släktet Serica och familjen Melolonthidae. Inga underarter finns listade i Catalogue of Life.